# Дженгелійці
Дженгелійці (перс. جنبش جنگل «ліс») — учасники партизанського руху проти шахської влади та іноземного гніту в іранській провінції Гілян у 1912-20 рр. Їхні загони складалися із селян, міської бідноти та частково дрібної буржуазії. У 1914-18 рр. на чолі руху стояла панісламістська буржуазно-націоналістична організація «Єднання ісламу». В 1920-21 рр. виступали єдиним фронтом із комуністами. Згодом керівники дженгелійців розірвали союз із ними і організували вбивства низки комуністів. Це допомогло шахському уряду та британським імперіалістам придушити дженгелійський рух у Гіляні.